# Copa América 1922
Copa América 1922 – szóste mistrzostwa kontynentu południowoamerykańskiego, odbyły się w dniach 17 września – 22 października 1922 roku po raz drugi (po Copa América 1919) w Brazylii. Po raz pierwszy na turnieju grało pięć zespołów. Grano systemem "każdy z każdym", a o zwycięstwie w turnieju decydowała końcowa tabela.

## Uczestnicy

### Argentyna
| Zawodnik                 | Klub                           |
| ------------------------ | ------------------------------ |
| Pedro Castoldi           | Sportivo Barracas Buenos Aires |
| Adolfo Celli             | Newell’s Old Boys Rosario      |
| Ernesto Celli            | Newell’s Old Boys Rosario      |
| Alfredo Chabrolín        | Newell’s Old Boys Rosario      |
| Angel Domingo Chiessa    | CA Huracán                     |
| Marcelo De Césari        | Boca Juniors                   |
| Miguel Dellavalle        | Belgrano Córdoba               |
| Julio Francia            | Rosario Central                |
| José Gaslini             | CA Alvear                      |
| Julio Libonatti          | Newell’s Old Boys Rosario      |
| Ángel Segundo Médici     | Boca Juniors                   |
| Julio Rivet              | Del Plata Buenos Aires         |
| Nicolás Rofrano          | CA Alvear                      |
| Florencio Sarasíbar      | Rosario Central                |
| Emilio Solari            | Nueva Chicago Buenos Aires     |
| Américo Miguel Tesoriere | Boca Juniors                   |

### Brazylia
| Zawodnik                                         | Klub                         |
| ------------------------------------------------ | ---------------------------- |
| ALEXY Nuyers                                     | AA Palmeiras São Paulo       |
| ALFREDINHO – Alfredo Silva                       | Botafogo FR                  |
| AMÍLCAR Barbuy                                   | Corinthians Paulista         |
| BARTHÔ – Bartholomeu Vicente Gugani              | São Bento São Paulo          |
| FORMIGA – Afrodísio Xavier Camargo               | Paulistano São Paulo         |
| Agostinho FORTES Filho                           | Fluminense Rio de Janeiro    |
| Arthur FRIEDENREICH                              | Paulistano São Paulo         |
| GAMBA – Alberto Gambarotta                       | Corinthians Paulista         |
| Pedro GRANÉ                                      | Ypiranga São Paulo           |
| HÉITOR – Ettore Marcelino Domingos               | Palestra Itália              |
| Durval JUNQUEIRA Machado                         | CR Flamengo                  |
| Júlio KUNTZ Filho                                | CR Flamengo                  |
| LAÍS – Arthur Antunes de Morães e Castro         | Fluminense Rio de Janeiro    |
| Joaquim Antônio LEITE DE CASTRO                  | Botafogo FR                  |
| MARCOS Carneiro de Mendonça                      | Fluminense Rio de Janeiro    |
| NECO – Manoel Nunes                              | Corinthians Paulista         |
| Luiz Ferreira NESI                               | São Cristóvão Rio de Janeiro |
| Luís Bento PALAMONE                              | Botafogo FR                  |
| Raphael RODRIGUES                                | Corinthians Paulista         |
| TATÚ – Altino Marcondes                          | Corinthians Paulista         |
| XINGÓ – Pedro Salvador                           | Pelotas                      |
| ZEZÉ I – José Carlos Guimarães                   | Fluminense Rio de Janeiro    |
| Trener: LAÍS – Arthur Antunes de Morães e Castro |                              |

### Chile
| Zawodnik                    | Klub                          |
| --------------------------- | ----------------------------- |
| Enrique Abello              | Deportes Magallanes           |
| René Balbontín              | Badminton Valparaíso          |
| Guillermo Bernal            | Jorge V Santiago              |
| Manuel Bravo                | Unión Coquimbo                |
| Carlos Catalán              | Fábrica de Vidrios Santiago   |
| Aurelio Domínguez           | Artillero de Costa Talcahuano |
| Humberto Elgueta            | Gold Cross Talcahuano         |
| Luis Encina                 | Norteamérica Santiago         |
| Tránsito González           | La Cruz Valparaíso            |
| Ulises Poirier              | La Cruz Valparaíso            |
| Manuel Ramírez              | Centro de Torneros            |
| Víctor Varas                | Artillero de Costa Talcahuano |
| Pedro Vergara               | Eleuterio Ramírez Santiago    |
| Víctor Zavala               | Linares Santiago              |
| Trener: Juan Carlos Bertone |                               |

### Paragwaj
| Zawodnik                      | Klub          |
| ----------------------------- | ------------- |
| Isidoro Benítez Casco         | ?             |
| Luciano Capdevila             | Cerro Porteño |
| Roque Centurión Miranda       | Club Guaraní  |
| Modesto Denis                 | Club Nacional |
| Carlos Elizeche               | Atlántida SC  |
| Enrique Erico                 | Club Nacional |
| Manuel Fleitas Solich         | Club Nacional |
| Luis Fretes                   | Club Guaraní  |
| Ramón González                | ?             |
| Ildefonso López               | Club Guaraní  |
| César Mena Porta              | Club Olimpia  |
| Venancio Paredes              | Club Guaraní  |
| Julio Ramírez                 | Club Nacional |
| Gerardo Rivas                 | Club Libertad |
| Daniel Schaerer               | Club Olimpia  |
| Trener: Manuel Fleitas Solich |               |

### Urugwaj
| Zawodnik               | Klub                      |
| ---------------------- | ------------------------- |
| Antonio Aguerre        | Liverpool Montevideo      |
| Fausto Batignani       | Liverpool Montevideo      |
| Manuel Beloutas        | Universal Montevideo      |
| Fausto Broncini        | Central Montevideo        |
| Felipe Buffoni         | Montevideo Wanderers      |
| Norberto Cassanello    | Montevideo Wanderers      |
| Juan Carlos Heguy      | Central Montevideo        |
| Rodolfo Marán          | Club Nacional de Football |
| Alberto Nogués         | Montevideo Wanderers      |
| Juan Otero             | Central Montevideo        |
| Angel Romano           | Club Nacional de Football |
| Pascual Somma          | Club Nacional de Football |
| Domingo Tejera         | Montevideo Wanderers      |
| Antonio Urdinarán      | Club Nacional de Football |
| José Vanzzino          | Club Nacional de Football |
| José Vidal             | Belgrano Montevideo       |
| Alfredo Zibechi        | Club Nacional de Football |
| Trener: Pedro Olivieri |                           |

## Mecze

### Brazylia–Chile
| BRAZYLIA – CHILE 1:1 (1:1)                                                                                   |
| --- |
| 17 września 1922, Rio de Janeiro, Stadion das Laranjeiras (widzów 30 000)                                    |
| Sędzia: Ricardo Vallarino                                                                                    |
| BRAZYLIA: Marcos – Palamone, Barthô – Laís, Amílcar, Fortes – Formiga, Neco, Friedenreich, Tatú, Rodrigues I |
| CHILE: Bernal – Vergara, Poirier – Elgueta, Catalán, González – Abello, Domínguez, Bravo, Encina, Varas      |
| Bramki: 1:0 Tatú 9, 1:1 Bravo 41                                                                             |

### Urugwaj–Chile
| URUGWAJ – CHILE 2:0 (2:0)                                                                                  |
| --- |
| 23 września 1922, Rio de Janeiro, Stadion das Laranjeiras (widzów 12 000)                                  |
| Sędzia: Francisco Andreu                                                                                   |
| URUGWAJ: Batignani – Urdinarán, Tejera – Aguerre, Zibechi, Vanzzino – Somma, Heguy, Buffoni, Romano, Marán |
| CHILE: Balbontín – Vergara, Poirier – Elgueta, Catalán, González – Abello, Domínguez, Bravo, Encina, Varas |
| Bramki: 1:0 Heguy 10, 2:0 Urdinarán 19 k                                                                   |

### Brazylia–Paragwaj
| BRAZYLIA – PARAGWAJ 1:1 (0:1) |
| --- |
| 24 września 1922, Rio de Janeiro, Stadion das Laranjeiras (widzów 25 000)                                                          |
| Sędzia: Norberto Ladrón de Guevara                                                                                                 |
| BRAZYLIA: Marcos – Palamone, Barthô – Laís, Amílcar, Fortes – Formiga, Neco, Héitor Domingues, Tatú, Junqueira                     |
| PARAGWAJ: Denis – Mena Porta, Paredes – Centurión Miranda, Fleitas Solich, Benítez Casco – Capdevila, Ramírez, López, Rivas, Erico |
| Bramki: 0:1 Rivas 14, 1:1 Amílcar 71                                                                                               |

### Argentyna–Chile
| ARGENTYNA – CHILE 4:0 (3:0)                                                                                              |
| --- |
| 28 września 1922, Rio de Janeiro, Stadion das Laranjeiras (widzów 2500)                                                  |
| Sędzia: Ricardo Vallarino                                                                                                |
| ARGENTYNA: Tesoriere – A.Celli, Castoldi – Chabrolín, Dellavalle, Solari – Chiessa, Libonatti, Gaslini, E.Celli, Francia |
| CHILE: Balbontín – Vergara, Poirier – Elgueta, Catalán, González – Abello, Domínguez, Bravo, Ramírez, Varas              |
| Bramki: 1:0 Chiessa 10, 2:0 Francia 36, 3:0 Francia 41, 4:0 Gaslini 75                                                   |

### Brazylia–Urugwaj
| BRAZYLIA – URUGWAJ 0:0                                                                                       |
| --- |
| 1 października 1922, Rio de Janeiro, Stadion das Laranjeiras (widzów 30 000)                                 |
| Sędzia: Servando Pérez                                                                                       |
| BRAZYLIA: Kuntz – Palamone, Barthô – Laís, Amílcar, Fortes – Formiga, Neco, Friedenreich, Tatú, Rodrigues I  |
| URUGWAJ: Batignani – Urdinarán, Tejera – Aguerre, Zibechi, Vanzzino – Somma, Heguy, Casanello, Romano, Marán |

### Paragwaj–Chile
| PARAGWAJ – CHILE 3:0 |
| --- |
| 5 października 1922, Rio de Janeiro, Stadion das Laranjeiras (widzów 1000)                                                          |
| Sędzia: Servando Pérez |
| PARAGWAJ: Denis – Mena Porta, Paredes – Centurión Miranda, Fleitas Solich, Benítez Casco – Capdevila, Ramírez, López, Rivas, Fretes |
| CHILE: Bernal – Zavala, Poirier – Elgueta, Catalán, González – Abello, Domínguez, Encina, Ramírez, Varas                            |
| Bramki: 1:0 Ramírez, 2:0 López, 3:0 Fretes                                                                                          |

### Urugwaj–Argentyna
| URUGWAJ – ARGENTYNA 1:0 (1:0)                                                                                            |
| --- |
| 8 października 1922, Rio de Janeiro, Stadion das Laranjeiras (widzów 14 000)                                             |
| Sędzia: Pedro Santos |
| URUGWAJ: Batignani – Urdinarán, Tejera – Aguerre, Zibechi, Vanzzino – Somma, Buffoni, Casanello, Romano, Otero           |
| ARGENTYNA: Tesoriere – A.Celli, Castoldi – Chabrolín, Dellavalle, Solari – Rofrano, Libonatti, Gaslini, E.Celli, Francia |
| Bramki: 1:0 Buffoni 43                                                                                                   |

### Paragwaj–Urugwaj
| PARAGWAJ – URUGWAJ 1:0 (1:0) |
| --- |
| 12 października 1922, Rio de Janeiro, Stadion das Laranjeiras (widzów 3000)                                                             |
| Sędzia: Pedro Santos |
| PARAGWAJ: Denis – Mena Porta, Paredes – Centurión Miranda, Fleitas Solich, Benítez Casco – Schaerer, Capdevila, Elizeche, Rivas, Fretes |
| URUGWAJ: Batignani – Urdinarán, Tejera – Aguerre, Zibechi, Vanzzino – Somma, Buffoni, Casanello, Romano, Otero                          |
| Bramki: 1:0 Elizeche 7 |
| Uwaga: Fatalne sędziowanie w wykonaniu sędziego brazylijskiego sprawiło, że Urugwajczycy nie przystąpili do późniejszych baraży.        |

### Brazylia–Argentyna
| BRAZYLIA – ARGENTYNA 2:0 (1:0)                                                                                      |
| --- |
| 15 października 1922, Rio de Janeiro, Stadion das Laranjeiras (widzów 25 000)                                       |
| Sędzia: Francisco Andreu                                                                                            |
| BRAZYLIA: Kuntz – Palamone, Barthô – Laís, Amílcar, Fortes – Formiga, Neco, Héitor Domingues, Tatú, Rodrigues I     |
| ARGENTYNA: Tesoriere – A.Celli, Sarasíbar – Chabrolín, Médici, Solari – Rivet, Libonatti, Gaslini, E.Celli, Francia |
| Bramki: 1:0 Neco 42, 2:0 Amílcar 86 k                                                                               |

### Argentyna–Paragwaj
| ARGENTYNA – PARAGWAJ 2:0 (0:0) |
| --- |
| 18 października 1922, Rio de Janeiro, Stadion das Laranjeiras (widzów 8000) |
| Sędzia: Enrique Vignal |
| ARGENTYNA: Tesoriere – A.Celli, Sarasíbar – Chabrolín, Médici, Solari – Rivet, De Césari, Gaslini, E.Celli, Francia                                                              |
| PARAGWAJ: Denis – Mena Porta, Paredes – Centurión Miranda, Fleitas Solich, Benítez Casco – Schaerer, Capdevila, López, Rivas, Erico                                              |
| Bramki: 1:0 Francia 63, 2:0 Francia 79 k |
| Uwaga: Drużyna Paragwaju opuściła boisko w 79 minucie po tym, jak sędzia przyznał Argentynie rzut karny. Pozostał tylko bramkarz Denis, jednak nie udało mu się obronić karnego. |

### Baraż Brazylia – Paragwaj
| BRAZYLIA – PARAGWAJ 3:0 (1:0) |
| --- |
| 22 października 1922, Rio de Janeiro, Stadion das Laranjeiras (widzów 20 000)                                                      |
| Sędzia: Servando Pérez |
| BRAZYLIA: Kuntz – Palamone, Barthô – Laís, Amílcar, Fortes – Formiga, Neco, Héitor Domingues, Tatú, Rodrigues I                    |
| PARAGWAJ: Denis – González, Paredes – Centurión Miranda, Fleitas Solich, Benítez Casco – Schaerer, Capdevila, López, Rivas, Fretes |
| Bramki: 1:0 Neco 11, 2:0 Formiga 48, 3:0 Formiga 89                                                                                |

## Podsumowanie

### Wyniki
Wszystkie mecze rozgrywano w Rio de Janeiro na stadionie das Laranjeiras
| Brazylia  | 1 – 1 (1-1) | Chile     |
| Urugwaj   | 2 – 0 (2-0) | Chile     |
| Brazylia  | 1 – 1 (0-1) | Paragwaj  |
| Argentyna | 4 – 0 (3-0) | Chile     |
| Brazylia  | 0 – 0       | Urugwaj   |
| Paragwaj  | 3 – 0       | Chile     |
| Urugwaj   | 1 – 0 (1-0) | Argentyna |
| Paragwaj  | 1 – 0 (1-0) | Urugwaj   |
| Brazylia  | 2 – 0 (1-0) | Argentyna |
| Argentyna | 2 – 0 (0-0) | Paragwaj  |

### Końcowa tabela
| Poz | Klub      | Mecze | Zw | Rem | Por | Pkt | BrZd | BrStr |
| --- | --------- | ----- | -- | --- | --- | --- | ---- | ----- |
| 1   | BRAZYLIA  | 4     | 1  | 3   | 0   | 5   | 4    | 2     |
| 2   | PARAGWAJ  | 4     | 2  | 1   | 1   | 5   | 5    | 3     |
| 3   | URUGWAJ   | 4     | 2  | 1   | 1   | 5   | 3    | 1     |
| 4   | ARGENTYNA | 4     | 2  | 0   | 2   | 4   | 6    | 3     |
| 5   | CHILE     | 4     | 0  | 1   | 3   | 1   | 1    | 10    |

Ponieważ trzy drużyny: Brazylia, Urugwaj i Paragwaj uzyskały jednakową liczbę punktów, trzeba było między nimi rozstrzygnąć sprawę mistrzostwa. Urugwaj wycofał się z dalszej rywalizacji, zajmując ostatecznie trzecie miejsce. Rozegrano więc mecz dodatkowy decydujący o mistrzostwie: Brazylia – Paragwaj.

### Mecz dodatkowy (Finał)
- 22.10.1922 Río de Janeiro, das Laranjeiras

Brazylia – Paragwaj 3:0 (1:0)
Szóstym triumfatorem turnieju Copa América został po raz drugi zespół Brazylii.

### Strzelcy bramek
| Gole | Piłkarze                                                                                      |
| ---- | --------------------------------------------------------------------------------------------- |
| 4    | Francia                                                                                       |
| 2    | Amílcar, Formiga, Neco                                                                        |
| 1    | Chiessa, Gaslini Tatú Bravo Elizeche, Fretes, López, Ramírez, Rivas Urdinarán, Buffoni, Heguy |

### Sędziowie
| Mecze | Sędziowie                                       |
| ----- | ----------------------------------------------- |
| 3     | Servando Pérez                                  |
| 2     | Pedro SANTOS Francisco Andreu Ricardo Vallarino |
| 1     | Enrique Vignal Norberto Ladrón de Guevara       |